# 最上川上流河川緑地
最上川上流河川緑地（もがみがわじょうりゅうかせんりょくち）は、山形県米沢市にある公園。

## 概要
最上川沿いに位置。最上川を挟み西側はサッカー場や運動広場などといったスポーツ施設が存在し、東側は芋煮広場などが存在する。

## 園内概要
- 最上川上流河川緑地サッカー場[2]
  - 使用期間：4月-11月[3]
  - 使用時間：5：00-19：00（ナイター設備なし）
  - 敷地面積：7,200m2(サッカー場2面)
- 最上川上流河川緑地野球場[4]
  - 使用期間：4月-11月[3]
  - 5：00-19：00（ナイター設備なし）
  - 敷地面積 9,200m2（野球1面またはソフトボール2面）
- 運動広場
- 自由広場
- 芋煮広場

## 周辺
- 米沢市立病院
- 米沢商業高等学校
- 米沢市立第一中学校
- 米沢市役所
- 米沢市営体育館